# Giovanni Lonardi
Giovanni Lonardi, né le 9 novembre 1996 à Vérone (Vénétie), est un coureur cycliste italien. Il est membre de l'équipe Eolo-Kometa.

## Biographie
Jusqu'à ses 14 ans, Giovanni Lonardi joue au football. Il se tourne ensuite vers le vélo grâce son oncle Adolfo, lui-même ancien cycliste amateur, qui l'emmène voir sa première course cycliste,. 
Entre 2015 et 2018, grâce à ses qualités de sprinteur, il s'illustre sur le calendrier amateur italien. Chez les moins de 23 ans, il court d'abord pour le club cycliste italien General Store-Bottoli-Zardini. Dans les courses du calendrier national, il décroche plus de 10 victoires et 20 podiums au cours de cette période. Lors de la saison 2018, il rejoint l'équipe Zalf Euromobil Désirée Fior et remporte ses trois premiers succès sur l'UCI Europe Tour, dont une étape du Tour d'Italie espoirs.
Pour la saison 2019, il passe professionnel au sein de l'équipe continentale professionnelle Nippo-Vini Fantini-Faizanè et gagne deux courses sur l'UCI Asia Tour. Lorsque l'équipe disparait à l'issue de la saison, il rejoint l'équipe Bardiani CSF-Faizanè. Il remporte des victoires d'étapes sur le Tour d'Antalya 2020 et le Tour de Bulgarie 2021.
Après deux ans chez Bardiani CSF, Lonardi signe un contrat avec l'équipe cycliste Eolo-Kometa pour la saison 2022. Lors de sa toute première course pour sa nouvelle équipe, il gagne la course d'ouverture de la saison de l'UCI Europe Tour avec le Grand Prix de Valence. Le mois suivant, il termine deuxième de la première étape du Gran Camiño.

## Palmarès

### Coureur professionnel
- 2019
  - 5e étape du Tour de Taïwan
  - 1re étape du Tour de Thaïlande
  - 2e du Tour d'Antalya
- 2020
  - 2e étape du Tour d'Antalya
- 2021
  - 1re étape du Tour de Bulgarie
  - 2e du Circuito del Porto-Trofeo Arvedi
- 2022
  - Grand Prix de Valence
- 2024
  - 3e étape du Tour de Turquie

### Résultats sur les grands tours

#### Tour d'Italie
4 participations
- 2019 : abandon (13e étape)
- 2020 : 125e
- 2024 : 128e
- 2025 : 129e

### Classements mondiaux
| Année                                 | 2016  | 2017  | 2018 | 2019 | 2020 | 2021 | 2022  | 2023  | 2024 |
| ------------------------------------- | ----- | ----- | ---- | ---- | ---- | ---- | ----- | ----- | ---- |
| Classement mondial                    | 1993e | 1025e | 791e | 770e | 698e | 556e | 1042e | 1464e | 281e |
| UCI Europe Tour                       | 1326e | 642e  | 474e | 561e | 560e | 447e | 747e  | nc    | nc   |
|                                       |       |       |      |      |      |      |       |       |      |
| Légende : nc = non classéSource : UCI |       |       |      |      |      |      |       |       |      |